# 克拉旺莱科托
克拉旺莱科托（法語：Cravant-les-Côteaux，法語發音：[kʁavɑ̃ le koto]）是法国安德尔-卢瓦尔省的一个市镇，位于该省西南部，属于希农区。

## 地理
克拉旺莱科托（47°9'28"N, 0°20'48"E）面积38.21 平方千米，位于法国中央-卢瓦尔河谷大区安德尔-卢瓦尔省，该省份为法国中西部省份，北起萨尔特省、东北接卢瓦-谢尔省，东南接安德尔省，南至维埃纳省，西临曼恩-卢瓦尔省。
与克拉旺莱科托接壤的市镇（或旧市镇、城区）包括：昂谢、希农、庞祖、里瓦雷讷、里维耶尔、圣伯努瓦拉福雷、萨济伊。

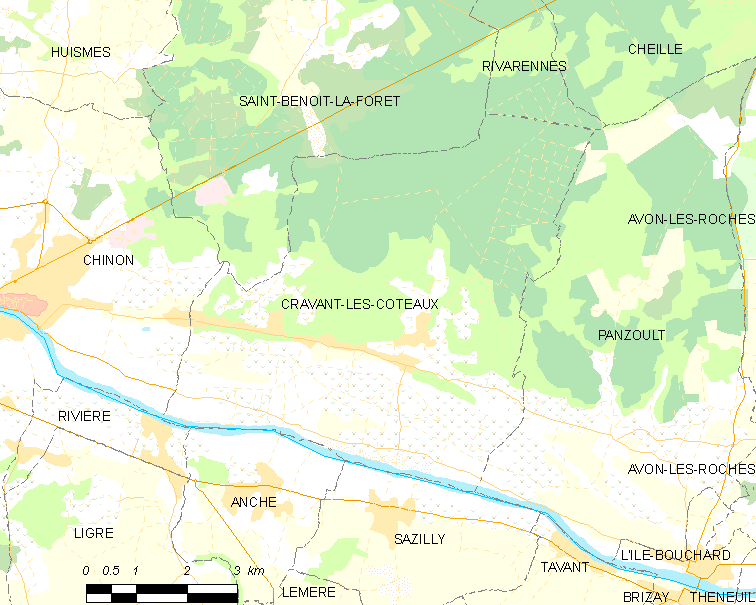
克拉旺莱科托的OSM定位图

克拉旺莱科托的时区为UTC+01:00、UTC+02:00（夏令时）。

## 行政
克拉旺莱科托的邮政编码为37500，INSEE市镇编码为37089。

## 政治
克拉旺莱科托所属的省级选区为图赖讷地区圣莫尔县。

## 人口

1962-2008年间克拉旺莱科托人口变化图示

克拉旺莱科托于2022年1月1日时的人口数量为680人。